# Earthworm Foundation
Earthworm Foundation (anciennement The Forest Trust et Tropical Forest Trust) est une fondation créée au Royaume-Uni dont le but est d’accompagner les entreprises et les communautés vers la mise sur le marché de produits responsables. Earthworm Foundation travaille sur le terrain, dans les forêts, les exploitations agricoles, et les usines pour aider à créer des produits qui respectent l'environnement et améliorent la vie des populations locales. Earthworm aide les entreprises à transformer leur chaines d'approvisionnement en matière première et vise ainsi à freiner la déforestation. Ils assurent notamment aux entreprises d’obtenir des produits respectant l'environnement et l'humain.
Earthworm est une société à but non lucratif basée dans 16 pays et ayant son siège en Suisse à Nyon. Elle est dirigée par un conseil d’administration composé de représentants de ses membres ainsi que d’experts indépendants.
En Amérique du Nord et en Europe, la demande de bois certifié FSC (Forest Stewardship Council) a conduit à la certification de plusieurs millions d’hectares de forêt. Malgré une demande croissante de bois de construction tropicaux certifiés FSC, seule une petite partie de cette demande est satisfaite. Les gestionnaires de forêts tropicales rencontrent souvent des problèmes pour mener à bien la certification, ils doivent faire face à des contextes de gestion forestière très complexes, ce qui rend la certification difficile à mener à terme. De plus, le bois en provenance de sources légales et connues est en compétition dans de nombreux pays tropicaux où les contrôles sont faibles et le marquage illégal courant.
Tropical Forest Trust a donc été créée en mars 1999 par des sociétés commercialisant des produits en bois tropical et désirant comprendre leur chaîne d'approvisionnement afin de la rendre vertueuse. 
En juin 2009, l'organisme a changé de nom pour devenir The Forest Trust, gardant ses initiales TFT. Enfin, en 2019, l'organisation change une nouvelle fois de nom pour une meilleure représentation de l'importance des sols, TFT devient Earthworm Foundation.
Earthworm aide ses membres à gérer et surveiller leur chaînes d’approvisionnement, il aide également les forêts sources de ces approvisionnements à obtenir leur certification FSC. Earthworm reconnaît actuellement le Forest Stewardship Council comme étant le principal organisme indépendant international de certification des forêts, ce qui permet d’avoir la certitude que les forêts sources sont convenablement gérées.
Earthworm Foundation aide ses sociétés membres à connaître la provenance des bois qu’elles utilisent ou les aide à savoir pourquoi cette identification n’est pas possible. Ensuite, il les aide à développer des règles à l’intention de leur futurs fournisseurs de bois.
Enfin, la fondation aide ses membres à identifier les sources de « bon bois », c’est-à-dire les forêts certifiées FSC qui sont capables de répondre à leur demande ou, en l’absence de celles-ci, des sources de bois qui ont ou qui sont sur le point d’avoir un plan d’action auprès du TFT en vue d’obtenir la certification FSC.
D'après Sylvain Angerand, chargé de campagne aux Amis de la Terre pour les forêts tropicales :
« Le principal défaut de TFT est que l’entreprise continue à vendre du bois issu de forêts dont la gestion est en cours d’amélioration avec le label TFT. Il y a donc un risque de confusion pour le consommateur entre le label FSC qui garantit que le bois vient d’une forêt gérée durablement, et le label TFT qui garantit seulement que la gestion forestière est en cours d’amélioration. »
Le nom scientifique des essences utilisées (en effet, parmi les 42 sous espèces de keruing classées, une majorité est classée « menacée d’extinction » à « gravement menacée ». Le nom teck peut désigner le teck d’Asie surexploitée ou l’afrormosia d’Afrique qui est un bois protégé).
Il faut de 3 à 5 ans pour que la qualité de gestion d’une forêt atteigne le niveau d’exigence du FSC. Earthworm a notamment accompagné des forêts communautaires en Asie du Sud-Est.